# Корольков Володимир Анатолійович
Володимир Анатолійович Корольков (нар. 31 січня 1986, Березівка, Одеська область, УРСР) — колишній український футболіст, що виступав на позиціях нападника та півзахисника.

## Клубна кар'єра

### Ранні роки
Народився в містечку Березівка, Одеська область. В складі юнацької команди рідного міста відправився в Одесу, де зіграв два матчі проти різних складів юнацьких команд «Чорноморця», після чого отримав запрошення від цього клубу. Вихованець одеського футболу. У ДЮФЛ України виступав за одеські «Украпошту» (1999/00) та «Чорноморець» (2000—2001). У футболці «моряків» відзначився 17-ма голами в 20-и матчах, в тому числі й у фінальній частині ДЮФЛУ в Луцьку відзначився п'ятьма голами в чотирьох матчах. Після чого отримав пропозиції від луцької «Волині» та донецького «Шахтаря», до молодіжної академії останнього з вище вказаних клубів й приєднався в 2001 році. З липня 2004 року виступав за дублюючий склад «гірників», у складі якого дебютував 13 серпня 2004 року в програному (2:3) виїзному матчі дублюючих складів Вищої ліги проти полтавської «Ворскли». Володимир вийшов на поле в стартовому складі. 4 березня 2006 року відзначився двома голами (один з яких — з пенальті) в матчі дублюючих складів «Шахтар» — «Таврія» (Сімферополь) (2:2). У дорослому футболі дебютував 26 липня 2003 року в переможному (2:1) домашньому поєдинку 1-го туру групи В Другої ліги проти харківського «Газовика-ХГВ». Корольков вийшов на поле на 75-й хвилині, замінивши Олександра Ситніка. Дебютним голом на професіональному рівні відзначився 8 травня 2004 року на 18-й хвилині переможного (3:1) виїзного поєдинку 23-го туру групи Б Другої ліги проти краснопільського «Явора». Володимир вийшов на поле в стартовому складі, а на 59-й хвилині його замінив Олег Єрмак. Виступав переважно за третю команду «Шахтаря», у футболці якої в Другій лізі зіграв 42 матчі та відзначився п'ятьма голами. Також зрідка виходив на поле у футболці «Шахтаря-2» (4 матчі в Першій лізі), окрім цього зіграв 4 матчі (2 голи) за дублюючий складі першої команди «гірників». В одному з матчів отримав травму хрестоподібної зв'язки, відновлювався протягом восьми місяців. Взимку напередодні старту нового сезону знову отримав травму, через що повернути своє місце в складі команди так і не зміг. У червні 2006 року залишив «Шахтар» вільним агентом. Навесні 2007 року зіграв 2 матчі в аматорському чемпіонаті України за одеський «Іван». Потім виступав за однойменну команду з рідного містечка (ФК «Березівка»).

### «Олком» та «Княжа»
Навесні 2008 року приєднався до «Олкому». Дебютував у футболці мелітопольського клубу 3 квітня 2008 року в програному (0:1) виїзному поєдинку 20-го туру групи Б Другої ліги проти красноперекопського «Хіміка». Корольков вийшов на поле в стартовому складі та відіграв увесь матч. Дебютним голом у футболці «Олкому» відзначився 10 травня 2008 року на 90-й хвилині переможного (1:0) домашнього поєдинку 27-го туру групи Б Другої ліги проти маріупольського «Іллічівця-2». Володимир вийшов на поле в стартовому складі та відіграв увесь матч. У мелітопольському клубі відіграв півроку, за цей час у Другій лізі зіграв 13 матчів та відзначився чотирма голами.
Влітку 2008 року перейшов до «Княжої», проте одразу ж був відправлений до другої команди, у футболці якої дебютував 20 липня 2008 року в програному (0:1) виїзному поєдинку 1-го туру групи А Другої ліги проти черкаського «Дніпра». Корольков вийшов на поле в стартовому складі, а на 80-й хвилині його замінив Марк Рубан. Єдиним голом за другу команду клубу з Щасливого відзначився 5 вересня 2008 року на 63-й хвилині (з пенальті) програного (1:2) домашнього поєдинку 8-го туру групи А Другої ліги проти броварського «Нафкому». Володимир вийшов на поле в стартовому складі та відіграв увесь матч. У футболці «Княжої-2» виступав з липень по вересень 2008 року, за цей час у Другій лізі зіграв 10 матчів та відзначився 1 голом. За першу команду «Княжої» дебютував 13 вересня 2008 року в програному (0:2) домашньому поєдинку 1/16 фіналу кубку України проти «Львова». Корольков вийшов у стартовому складі, а на 60-й хвилині його замінив Дмитро Зозуля. У Першій лізі дебютував за «Княжу» 4 жовтня 2008 року в нічийному (1:1) домашньому поєдинку 12-го туру проти харківського «Геліоса». Володимир вийшов на поле в стартовому складі та відіграв увесь матч, а на 71-й хвилині відзначився голом у воротах «сонячних». З жовтня по листопад 2008 року зіграв сім матчів у Першій лізі, в якій відзначився двома голами.

### «Фенікс-Іллічовець»
Навесні 2009 року разом з Іваном Марущаком та групою колишніх одноклубників по «Княжій-2» перейшов до «Фенікс-Іллічовця». Дебютував у футболці клубу з Калініного 29 березня 2009 року в нічийному (0:0) домашньому поєдинку 20-го туру Першої ліги проти сімферопольського «ІгроСервіса». Корольков вийшов на поле в стартовому складі, а на 46-й хвилині його замінив Єрмоленко. Дебютним голом за «Фенікс» відзначився 1 серпня 2009 року на 18-й хвилині (з пенальті) нічийного (2:2) виїзного поєдинку 3-го туру Першої ліги проти овідіопольського «Дністра». Корольков вийшов на поле в стартовому складі та відіграв увесь матч. У команді відіграв другу частину сезону 2008/09 років та значну частину сезону 2009/10 років, за цей час у Першій лізі зіграв 38 матчів та відзначився 7-ма голами, ще 3 матчі (1 гол) провів у кубку України. У травні 2010 року залишив калінінський клуб. Після цього виступав за «Форос» у чемпіонаті Криму.

### «Реал Фарма»
У січні 2011 року приєднався до «Реал Фарми». Дебютував в аматорському чемпіонаті України 27 квітня 2011 року в матчі проти миколаївського «Торпедо» (1:2), вийшовши на поле в стартовому складі. В аматорському чемпіонаті України зіграв 9 матчів. На професіональному рівні дебютував за южненську команду 16 липня 2011 року в програному (2:5) домашньому поєдинку 10о попереднього раунду кубку України проти дніпродзержинської «Сталі». Володимир вийшов на поле в стартовому складі та відіграв увесь матч, а на 49-й хвилині відзначився голом у воротах «сталеварів». У Другій лізі дебютував за «Реал Фарму» 23 липня 2011 року в програному (1:2) виїзному поєдинку 1-го туру групи А проти болградського «СКАД-Ялпуга». Корольков вийшов на поле в стартовому складі, а на 78-й хвилині його замінив Олег Кошелюк. Єдиним голом у Другій лізі відзначився 24 вересня 2011 року на 38-й хвилині переможного (2:0) виїзного поєдинку 10-го туру групи А проти «Єдності». Володимир вийшов на поле в стартовому складі, а на 77-й хвилині його замінив Олег Кошелюк. Учасник зимової першості Одеси 2011/12. За першу частину сезону 2011/12 років зіграв 13 матчів (1 гол) у Другій лізі, ще 1 матч (1 гол) провів у кубку України.

### «Жемчужина» (Ялта)
Навесні 2012 року приєднався до «Жемчужини». Дебютував у футболці ялтинського клубу 14 квітня 2012 року в переможному (1:0) виїзному поєдинку 1-го туру чемпіонату АРК проти сімферопольського ІТВ. Володимир вийшов на поле в стартовому складі та відіграв увесь матч, а на 15-й хвилині відзначився у воротах сімферопольців. На професіональному рівні дебютував за «Жемчужину» 14 липня 2012 року в переможному (1:0) виїзному поєдинку 1-го туру групи Б Другої ліги проти свердловського «Шахтаря». Корольков вийшов на поле з капітанською пов'язкою в стартовому складі, а на 82-й хвилині його замінив Олег Філь. На професіональному рівні дебютним голом за «Жемчужину» 25 липня 2012 року на 36-й хвилині (з пенальті) переможного (2:0) виїзного поєдинку 1-го попереднього раунду кубку України проти одеського СКА. Корольков вийшов на поле в стартовому складі та відіграв увесь матч. Дебютним голом у Другій лізі у складі ялтинців відзначився 7 жовтня 2012 року на 48-й хвилині програного (1:5) домашнього поєдинку 16-го туру групи Б проти кременчуцького «Кременя». Корольков вийшов на поле в стартовому складі та відіграв увесь матч. У команді був одним з провідних футболістів, носив капітанську пов'язку. У футболці «Жемчужини» в чемпіонаті Криму зіграв 4 матчі, відзначився трьома голами. У Другій лізі зіграв 18 матчів (6 голів), ще 2 поєдинки провів у кубку України. У першій частині січня 2013 року отримав статус вільного агента.

### «Гірник-спорт»
Під час зимової перерви сезону 2012/13 років на запрошення Ігора Жабченка з травмою задньої поверхні стегна прибув на перегляд у «Гірник-спорт». Відновлення проходив на клубній базі. Дебютував у футболці комсомольського клубу 13 квітня 2013 року в переможному (4:0) виїзному поєдинку 1-го туру групи 4 Другої ліги проти «Севастополя-2». Володимир вийшов у стартовому складі, а на 89-й хвилині його замінив В'ячеслав Клименко. Дебютним голом за «Гірник-спорт» відзначився 27 квітня 2013 року на 44-й хвилині переможного (2:0) домашнього поєдинку 3-го туру групи 4 Другої ліги проти дніпродзержинської «Сталі». Корольков вийшов на поле в стартовому складі, а на 90-й хвилині його замінив В'ячеслав Клименко. 17 травня 2014 року в поєдинку 34-го туру Другої ліги проти свердловського «Шахтаря» відзначився трьома голами. У середині жовтня 2015 року в поєдинку проти охтирського «Нафтовика» отримав пошкодження хрестоподібної зв'язки коліна, через що в листопаді знадобилося хірургічне втручання на коліні. Внаслідок цього за прогнозами лікарів футболіст повинен був залишитися без футболу до завершення сезону 2014/15 років. У середині травня 2016 року продовжив контракт з «Гірник-спортом». Увійшов до числа 9-и гравців, які залишилися на контракті з комсомольським клубом після «чистки» з боку керівництва клубу. На початку січня 2018 року та в лютому 2019 року продовжував контракт з «Гірник-спортом». Неодноразово входив до символічних збірних турів за версією інтернет-видань UA-Футбол та Футбол-ЮА. Видання Футбол-ЮА внесло Володимира Королькова до символічної збірної Першої ліги першої частини сезону 2014/15 років на позиції атакувального півзахисника (номер 2).
Під час зимової перерви в сезоні 2020/21 завершив кар'єру гравця та почав працювати в «Гірнику-Спорт» дитячим тренером.

## Кар'єра в збірній
З 2001 року викликався до юнацької збірної України U-16. Дебютував за юнацьку збірну України U-16 20 серпня 2001 року в матчі проти юнацької збірної Югославії U-15 (1:1), вийшовши на поле в стартовому складі. Дебютним голом за збірну Україну U-16 21 серпня 2001 року в поєдинку проти юнацької збірної Польщі U-15 (2:4). У 2001-2002 роках зіграв 11 матчів та відзначився 1 голом за юнацькі збірні України U-16 та U-17.

## Особисте життя
Дружина Анна, подружжя виховує двох доньок.

## Досягнення
«Гірник-спорт»
- Друга ліга чемпіонату України
  -  Чемпіон (1): 2013/14
  -  Бронзовий призер (1): 2012/13 (група 4)
- Перша ліга чемпіонату України
  -  Бронзовий призер (1): 2014/15